# Paraepepeotes breuningi
Paraepepeotes breuningi là một loài bọ cánh cứng trong họ Cerambycidae.